# Dolichopeza (Oropeza) sauteri
Dolichopeza (Oropeza) sauteri is een tweevleugelige uit de familie langpootmuggen (Tipulidae). De soort komt voor in het Oriëntaals gebied.